# Dover Athletic Football Club
Dover Athletic Football Club é um clube de futebol da Inglaterra, com sede na cidade de Dover, Câncio. Fundado em 1983, disputa a National League, equivalente à quinta divisão do futebol inglês.
Dover Athletic F.C. foi formado em 1983 após o clube anterior da cidade, Dover F.C., ter encerrado as atividades devido às suas dívidas. O novo clube ocupou o lugar do antigo Dover na Southern Southern Football League, com o ex-jogador do Dover, Alan Jones, como gerente, além de uma equipe composta principalmente de jogadores reservas do antigo clube.

## Técnicos

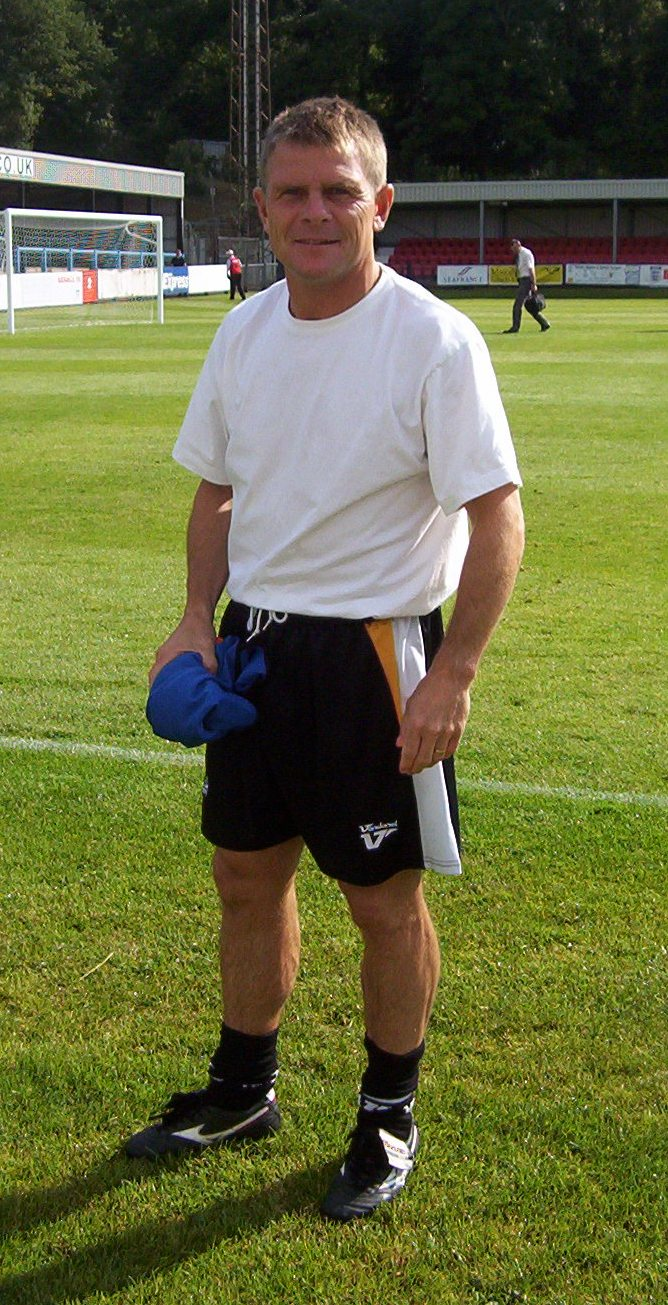
Andy Hessenthaler foi manager do Dover em 2007.

| Ano inicial | Ano final  | Manager                                   | Notas         |
| ----------- | ---------- | ----------------------------------------- | ------------- |
| 1983        | 1984       | Alan Jones                                | [ 2 ]         |
| 1984        | 1984       | Graham Sawyer (caretaker)                 | [ 3 ]         |
| 1984        | 1985       | Steve McRae                               | [ 2 ]         |
| 1985        | 1995       | Chris Kinnear                             | [ 4 ]         |
| 1995        | 1995       | Nigel Donn and Dave Leworthy (caretakers) | [ 4 ]         |
| 1995        | 1995       | John Ryan                                 | [ 5 ] [ 6 ]   |
| 1995        | 1996       | Peter Taylor                              | [ 7 ]         |
| 1996        | 1997       | Joe O'Sullivan                            | [ 8 ]         |
| 1997        | 2001       | Bill Williams                             | [ 9 ]         |
| 2001        | 2001       | Gary Bellamy                              | [ 10 ]        |
| 2001        | 2001       | Clive Walker (caretaker)                  | [ 11 ]        |
| 2001        | 2002       | Neville Southall                          | [ 12 ]        |
| 2002        | 2003       | Clive Walker                              | [ 12 ] [ 13 ] |
| 2003        | 2004       | Richard Langley                           | [ 14 ]        |
| 2004        | 2004       | Gary Whittle (caretaker)                  | [ 14 ]        |
| 2004        | 2005       | Steve Browne                              | [ 15 ] [ 16 ] |
| 2005        | 2007       | Clive Walker                              | [ 17 ]        |
| 2007        | 2010       | Andy Hessenthaler                         | [ 18 ]        |
| 2010        | 2010       | Ian Hendon                                | [ 19 ] [ 20 ] |
| 2010        | 2011       | Martin Hayes                              | [ 21 ] [ 22 ] |
| 2011        | 2013       | Nicky Forster                             | [ 23 ]        |
| 2013        | 2018       | Chris Kinnear                             | [ 24 ]        |
| 2018        | atualidade | Andy Hessenthaler                         |               |

## Conquistas

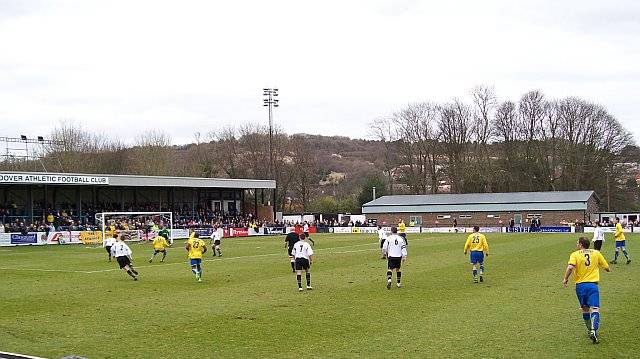
Dover (de uniforme branco) contra o Staines Town em 2009.

- Southern Football League Premier Division: 2

1989-90, 1992-93
- Isthmian League Premier Division 1

2008-09
- Southern Football League Division One: 1

1987-88
- Isthmian League Division One South: 1

2007-08
- Kent Senior Cup: 2

1990-91, 2016-17